# David Dodd
David LeFevre Dodd (23 de agosto de 1895 - 18 de septiembre de 1988) fue un educador, analista financiero, autor, economista e inversor estadounidense. En sus años de estudiante, Dodd fue protegido y colega de Benjamin Graham en la Columbia Business School.
El Crash de Wall Street de 1929 (martes negro) casi aniquiló a Graham, quien había comenzado a enseñar el año anterior en su alma mater, Columbia. El crash inspiró a Graham a buscar una forma más conservadora y segura de invertir. Graham accedió a enseñar con la condición de que alguien tomara notas. Dodd, entonces un joven instructor en Columbia, se ofreció como voluntario. Esas transcripciones sirvieron como base para un libro de 1934 Análisis de seguridad (Security Analysis) (libro), que galvanizó el concepto de inversión de valor. Es el texto de inversión de mayor duración jamás publicado.

## Primeros años y educación
En 1916, Dodd se graduó de High Street School, una escuela secundaria en Martinsburg, West Virginia, donde su padre era el director. En 1920, completó su Licenciatura en Ciencias, en la Universidad de Pensilvania. Un año más tarde, recibió su Master of Science en la Columbia University.

## Vida académica
De 1922 a 1925, Dodd fue profesor de economía en la Universidad de Columbia. De 1925 a 1930, se convirtió en instructor de finanzas. De 1926 a 1945 estuvo a cargo de los cursos de economía y negocios. En 1930, recibió su PhD de la Universidad de Columbia. De 1930 a 1938, Dodd fue profesor asistente allí, de 1938 a 1947 profesor asociado y de 1947 a 1961 profesor titular. De 1948 a 1952, fue decano asociado de la Columbia Business School. En 1961, se jubiló como profesor emérito en finanzas en la Universidad de Columbia. El 17 de mayo de 1984, en el 50 aniversario de la publicación de Análisis de valores, Michael I. Sovern, presidente de la Universidad de Columbia, otorgó a Dodd un Doctor en Letras, un título honorífico, por aplicar teorías financieras con resultados brillantes en un mundo de inversiones altamente competitivo. El presidente de Columbia Michael Sovern otorgó el honor durante los 230 ejercicios de comienzo de Columbia.
Dodd fue miembro de las siguientes organizaciones: Asociación Económica Estadounidense, Consejo de Investigación de Ciencias Sociales (comité de inversiones 1950–1956), Asociación Financiera Estadounidense (vicepresidente 1946–1947),  Sociedad de analistas de seguridad de Nueva York, Beta Gamma Sigma, Phi Gamma Delta, Alpha Kappa Psi y Phi Chi Theta.
En el momento de su muerte, se habían vendido más de 250.000 copias de varias ediciones del libro del que es coautor, Análisis de seguridad.

## Vida profesional
De 1917 a 1919, estuvo en la Marina de los EE. UU. durante la Primera Guerra Mundial; pasando de contramaestre a teniente. De 1921 a 1922, fue asistente de investigación de un economista en el National Bank of Commerce, Nueva York (ahora parte del JPMorgan Chase Bank, National Association; consulte). En 1928, asesoró a clientes privados sobre inversiones. De 1950 a 1958, fue socio limitado de Newman & Graham Ltd. (un fondo de cobertura no regulado). De 1958 a 1959, fue socio general de Graham-Newman & Co. (un fideicomiso de inversión regulado formado en 1929).

### Inversión de valor
Las frases "
Graham y Dodd", "inversión de valor", "margen de seguridad", y "valor intrínseco", todos bíblicos para inversores de valor: a menudo se usan indistintamente cuando se hace referencia a un enfoque de inversión. ] reconocimiento en 1990 (co-laureados: Harry Markowitz, Merton Miller, William F. Sharpe): Value Investing demostró ser un estilo formidable que desafió claramente a la  MPT. La Universidad de Chicago estaba en el centro de MPT mientras que Columbia ha sido la Meca para la inversión de valor durante 7 1⁄2 décadas.
Los inversores de valor consideran que los valores tienen un precio correcto, un precio bajo o un precio excesivo. Por el contrario, los defensores de la MPT insisten en que, por definición, según la hipótesis del mercado eficiente, el precio realizado de una acción es el precio correcto. Los puristas del inversor en valor rechazan la utilidad del modelo de fijación de precios de activos de capital (CAPM), en parte, porque extrapola erróneamente la volatilidad histórica como un proxy para riesgo. Por ejemplo, si los precios de las acciones de una empresa cayeron un 75%, suponiendo que los fundamentos subyacentes de la empresa fueran sólidos, un profesional de MPT lo vería como volátil (riesgoso); mientras que un inversor de valor determinaría si estaba infravalorado y, de ser así, lo compraría, razonando que el riesgo a la baja resultante es menor que antes. Por lo tanto, los inversores de valor ven métricas MPT, como desviación estándar, beta (desviación estándar relativa), alfa (rendimiento en exceso) y el  Ratio de Sharpe (rendimiento ajustado al riesgo), como inadecuado e incluso engañoso.
Columbia se resistió a restar importancia a la inversión en valor durante la agonía del renacimiento de la MPT, pero el atractivo de la MPT parecía ser parte de un movimiento más amplio, que impulsaba los aspectos financieros de la educación empresarial a los niveles más altos de la academia. Durante un período de aproximadamente 25 años (1965-1990), las investigaciones y los artículos publicados en las principales revistas de valor fueron pocos. Warren Buffett comentó una vez: "No podrías avanzar en un departamento de finanzas en este país a menos que enseñaras que el mundo es plano". Poco después de la muerte de David Dodd en 1988, Bruce Greenwald, un profesor estrella de la CBS, tomó una gran interés en la inversión de valor. Encontró el éxito abrumador de los inversores de valor difícil de descartar. Al mismo tiempo, los datos fiables que fortalecían la inversión en valor se solidificaban, mientras que el MPT mostraba algunos defectos. El profesor Greenwald fortaleció los aspectos académicos de lo que muchos en torre de marfil s trataron anteriormente como una disciplina vocacional.
Los expertos de MPT argumentan que el historial a largo plazo de Warren Buffett es un estadística de tres a evento de cinco sigma, es decir, su éxito es probable, pero no replicable con certeza. Buffett Partnership, Ltd., una sociedad de inversión limitada que Buffett administró desde 1957 hasta 1969, superó el Dow Jones Industrial Average cada año de su existencia, logrando un rendimiento acumulado del 2.749,9 % en relación con el Dow Jones Industrial Average 152.6%. Berkshire Hathaway Inc., una antigua empresa textil asediada que Buffett adquirió en 1965 y transformó en un vehículo de inversión, superó el rendimiento total antes de impuestos del S&P 500 en 36 de 41 años, logrando un rendimiento acumulado después de impuestos de 305,134% en relación con el rendimiento total antes de impuestos del S&P 500 (con dividendos reinvertidos) de 5,583%. Premio Nobel William F. Sharpe descartó el éxito de Buffett como un evento de tres sigma, una aberración estadística absurdamente fuera de lugar.
Sin embargo, el éxito de muchos otros fondos de inversión y profesionales que aplicaron teorías de inversión en valor debilitó las afirmaciones que atribuyen el éxito a la oportunidad. Debido a que Value Investing rechaza la MPT y su uso de sofisticadas estadísticas, resulta irónico que los teóricos de la MPT atribuyan su éxito a colas de desviación estándar. Bruce Greenwald revisó y relanzó el plan de estudios de Value Investing en Columbia en la primavera de 1994. Hoy en día, Value Investing disfruta de un amplio atractivo entre académicos e inversores de todo el mundo. El profesor Greenwald es el profesor Robert Heilbrunn de Finanzas y Gestión de activos en la Columbia University, Escuela de Graduados en Negocios.

## Vida personal

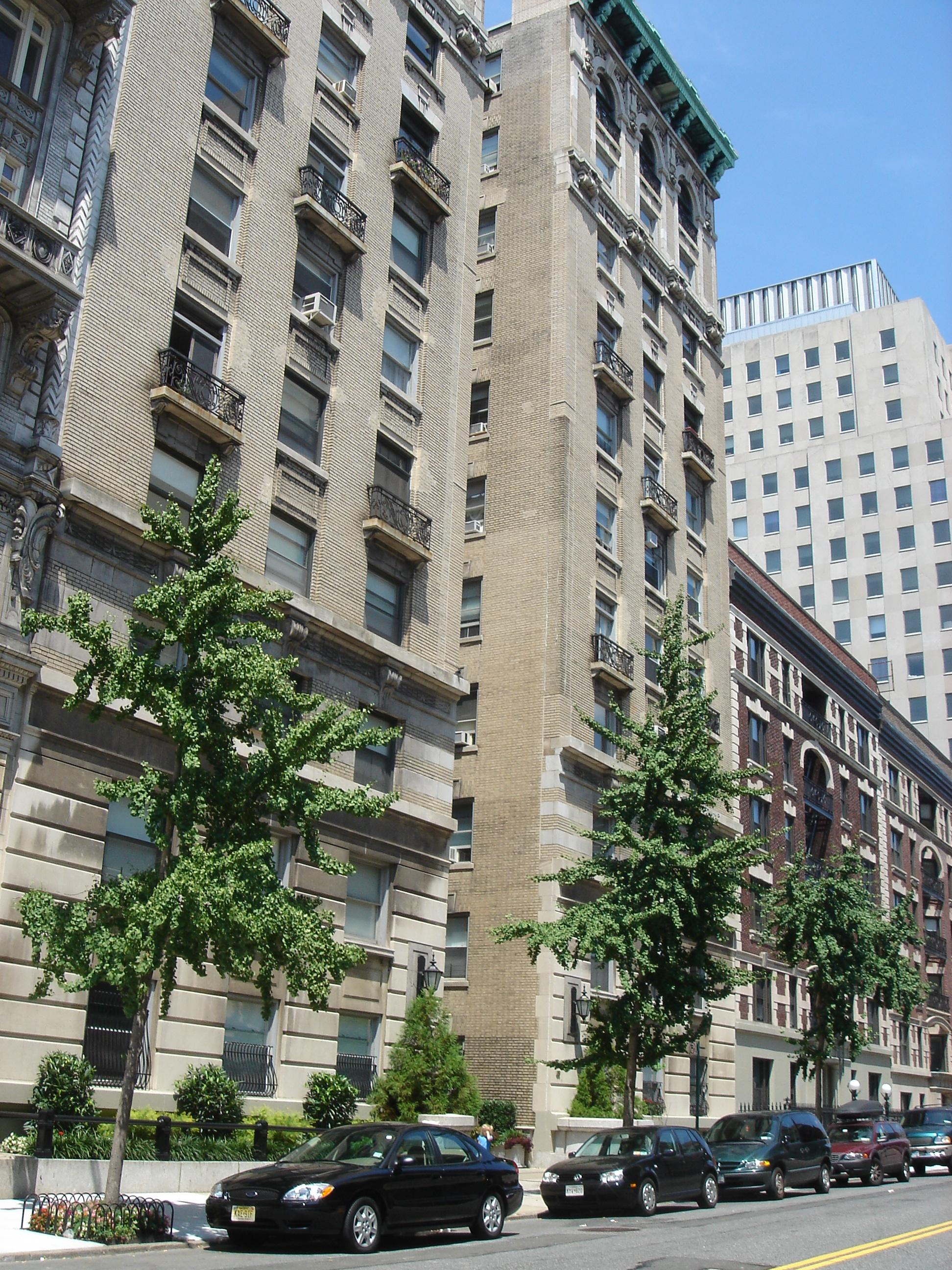
Residencia de Dodd (décadas de 1950 a 1960): 39 Claremont Avenue (al final de la calle de la antigua casa de Juilliard), Morningside Heights (foto de 2006)

El 9 de agosto de 1924 se casó con Elsie Marguerite Firor (n. 22 de marzo de 1898 - m. 22 de junio de 2001) falleció, de insuficiencia respiratoria en el Maine Medical Center, Portland, Maine. En ese momento vivía en Chebeague Island, Maine en Casco Bay. Su hija, Barbara Dodd Anderson (1932–2010) vivió en el norte de California y fue benefactora del Heilbrunn Center for Graham and Dodd Investing.